# Osiedle Opieki Społecznej na Naramowicach w Poznaniu
Osiedle Opieki Społecznej (także: osiedle ogródkowe) – kwartał zabudowy zlokalizowany w Poznaniu, na Naramowicach, na osiedlu samorządowym Naramowice, pomiędzy ulicami Umultowską, Madziarską, Słubicką, Sycylijską (Fort V) i Lechicką (dawną Szosą Obwodową).

## Historia
Pomysł budowy osiedla dla ubogich warstw społecznych zapadł w wyniku postępującego procesu niekontrolowanej zabudowy poznańskich ogródków na cele mieszkaniowe. Działo się to w początku lat 30. XX wieku i było następstwem Wielkiego Kryzysu. Pomysł wyszedł od Władysława Czarneckiego, który zainteresował sprawą architekta-stażystę Mariana Spychalskiego, późniejszego marszałka Polski. Innym współinicjatorem przedsięwzięcia był Władysław Marciniec (dyrektor Ogrodów Miejskich w Poznaniu). Spychalski, który potraktował zamówienie bardzo prestiżowo, zaprojektował w 1933 ogródkowe osiedle na 170 działek, po około 800 m² każda. W środku kompleksu pozostawił miejsce na boisko sportowe, świetlicę, przedszkole i szkołę powszechną. Na każdej z działek zaprojektował także typowe domki mieszkalne o powierzchni 32 m² z budynkami gospodarczymi po 8 m². Na każde dziesięć działek przypadała jedna pompa napędzana ręcznie. Ziemię pod przedsięwzięcie przekazał dyrektor majątku miejskiego na Naramowicach – Paluszyński. Była to bardzo słaba gleba (VI klasa), w związku z czym cena gruntu wyniosła 15 groszy za m² (1500 złotych za hektar). 
Koszt zabudowania jednej działki (wraz z utwardzeniem dróg i drucianym opłotowaniem) wyniósł około 2000 złotych. Sumę tę użytkownicy mieli spłacać w ciągu 20 lat i wtedy stać się prawnymi właścicielami gruntów. Kwoty miesięczne można było odpracowywać przy okazji robót miejskich, zwłaszcza w zieleni. 
Celem realizacji projektu powołano Komitet Budowy Osiedla Opieki Społecznej, nad którym nadzór autorski sprawował Spychalski, a który złożony był z przedstawicieli zainteresowanych wydziałów miejskich. Czarnecki chwalił w swoich wspomnieniach sprawność i kompetencję działania tego ciała. Pierwszą część budynków finansowano z funduszy Wydziału Opieki Społecznej magistratu, kolejną z pożyczki z Towarzystwa Osiedli Robotniczych, a resztę z Funduszu Pracy. Podczas budowy intensywnie pomagali przyszli osadnicy, a chętnych do zasiedlenia terenu zgłosiło się nawet zbyt wielu. Budowa trwała dwa miesiące – w tym czasie budynki były gotowe do zamieszkania. Miasto przydzieliło też instruktora do fachowego zagospodarowania ogródka, który miał być pomocą w wyżywieniu rodzin. Związek Ogrodów Działkowych bezpłatnie przekazał na każdą z działek dwa drzewka, cztery krzewy oraz nasiona warzyw i kwiatów. Zainicjowano przydomowy chów królików i drobiu, a także chałupniczy wyrób zabawek. 
Utworzono samorząd mieszkańców z przewodniczącym zatwierdzanym przez starostę grodzkiego. Pierwszy z przewodniczących otworzył na osiedlu sklep spożywczy. Z zatwierdzeniem pierwszego zarządu były poważne problemy natury prawnej, gdyż okazało się, że każdy z wybranych członków zarządu, z przewodniczącym włącznie, posiada prawomocne wyroki sądowe lub wpisy do kartotek policyjnych za co najmniej drobne przestępstwa, głównie przeciwko mieniu. Starosta początkowo odmawiał zatwierdzenia tego zarządu, ale ostatecznie uległ społecznym argumentom Czarneckiego. 
Przeciwko budowie osiedla protestował proboszcz parafii naramowickiej, obawiając się wpuszczenia na teren Naramowic osób o niesprawdzonej moralności. 

## Ocena
Eksperyment społeczny, jakim była budowa osiedla, został z czasem oceniony pozytywnie. Do wybuchu II wojny światowej liczba ludności osiągnęła tu 1500 osób, w tym część stanowiły już dzieci narodzone na miejscu. Według Czarneckiego na osiedlu nawiązały się więzi społeczne, nie nastąpiła dalsza marginalizacja mieszkańców, a nawet postępował proces stopniowego wychodzenia z problemów materialnych. Osiedle wizytował m.in. zainteresowany sprawami budownictwa socjalnego Eugeniusz Kwiatkowski.
Kolejne podobne osiedle zbudowano wkrótce na Krzyżownikach, a następne w Szamotułach, Ostrowie Wielkopolskim, Tczewie, Wąbrzeźnie oraz Lidzie. Domek naramowicki eksponowany był na wystawie budowlanej w Warszawie, urządzonej przez Bank Gospodarstwa Krajowego na Kole.

## Zachowanie
Osiedle zachowane jest do dziś – część budynków uległa przebudowie. Bezimiennym uliczkom nadano w 2009 nazwy pochodzące od regionów europejskich (np. Sycylijska, Toskańska, czy Burgundzka).

## Sąsiedztwo
Z zabudowaniami sąsiadują: Osiedle Za Fortem, Fort V i Osiedle Bolesława Śmiałego.

## Galeria

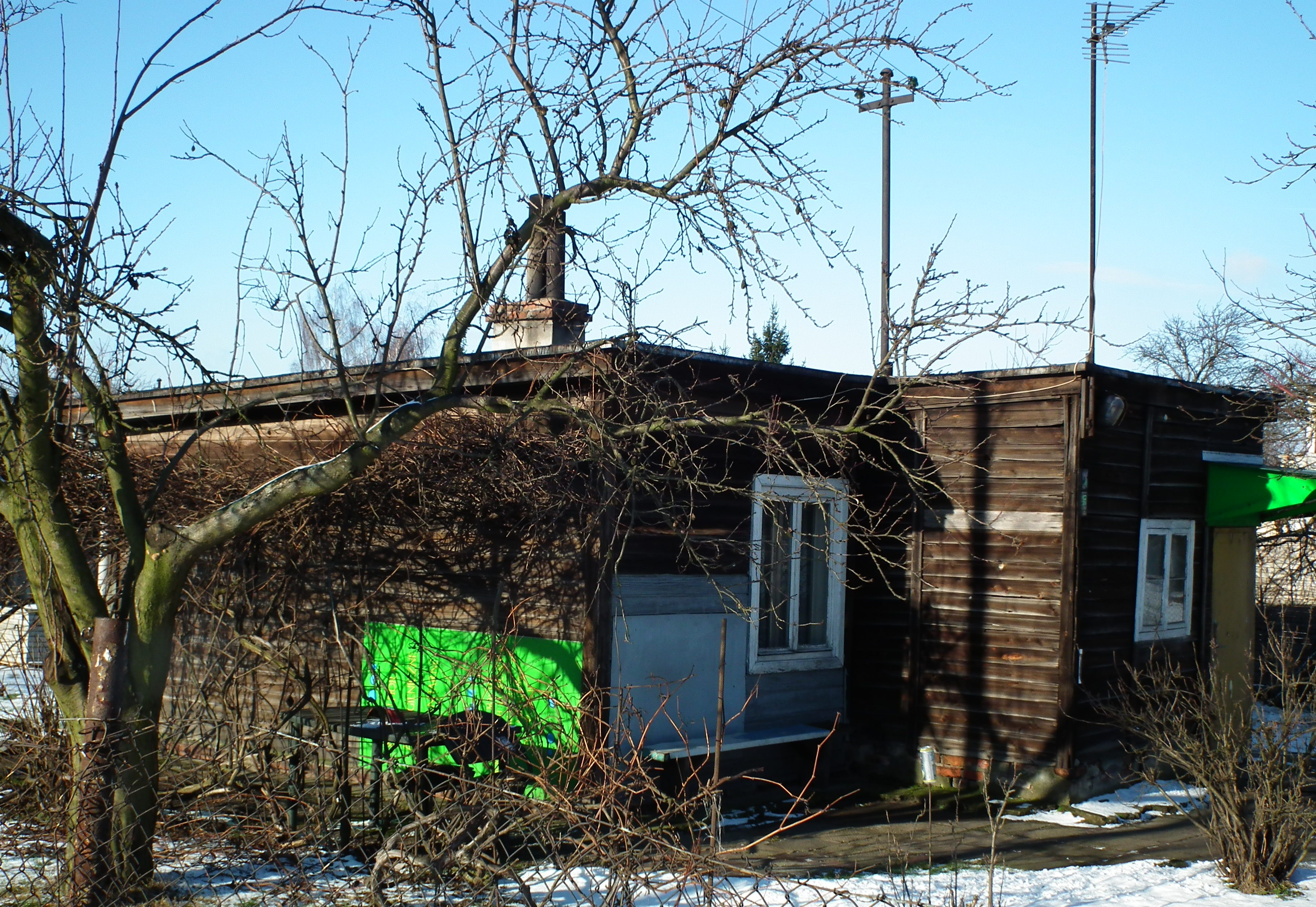
Dom oszalowany przy ul. Lotaryńskiej (przód)
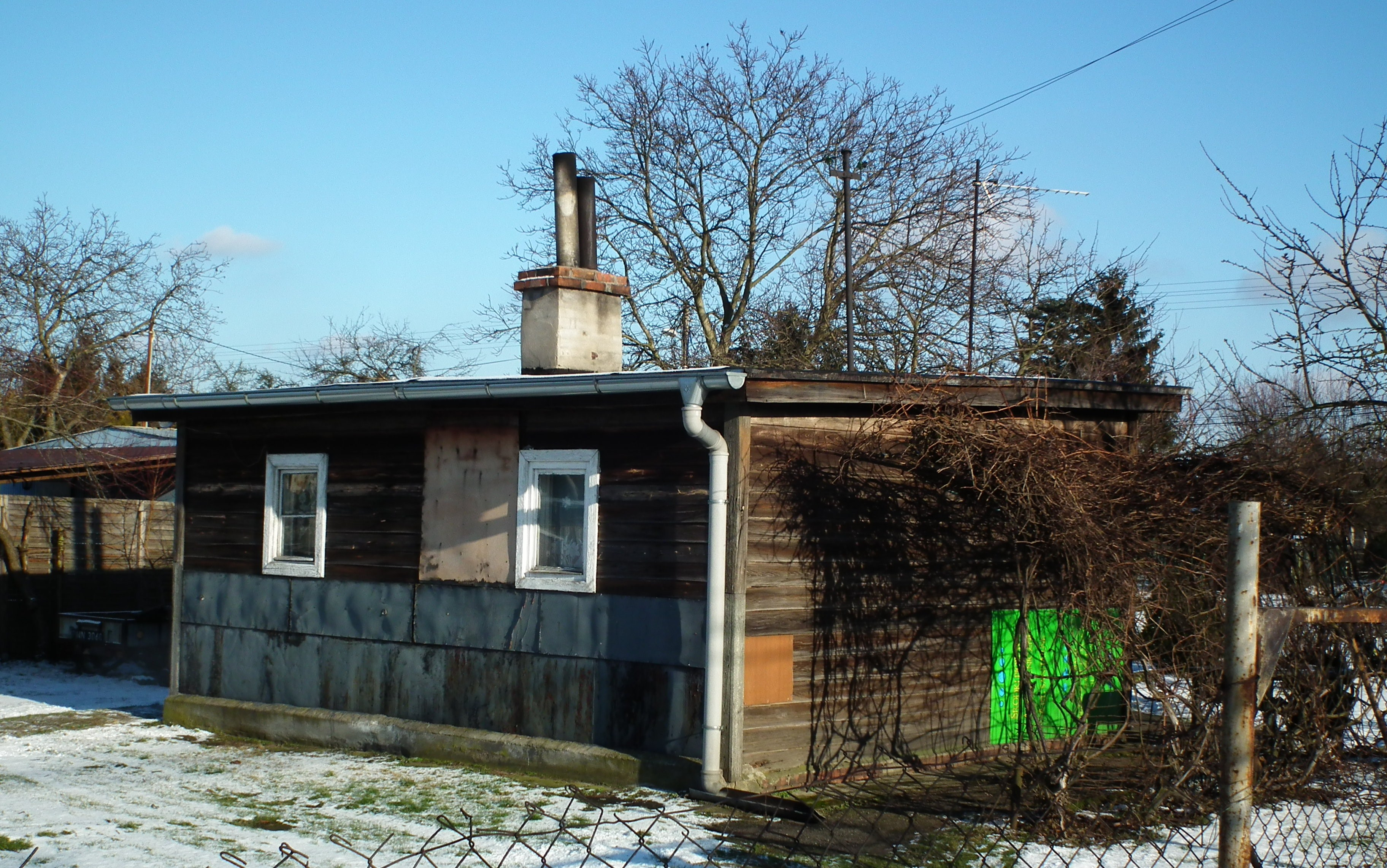
Dom oszalowany przy ul. Lotaryńskiej (tył)
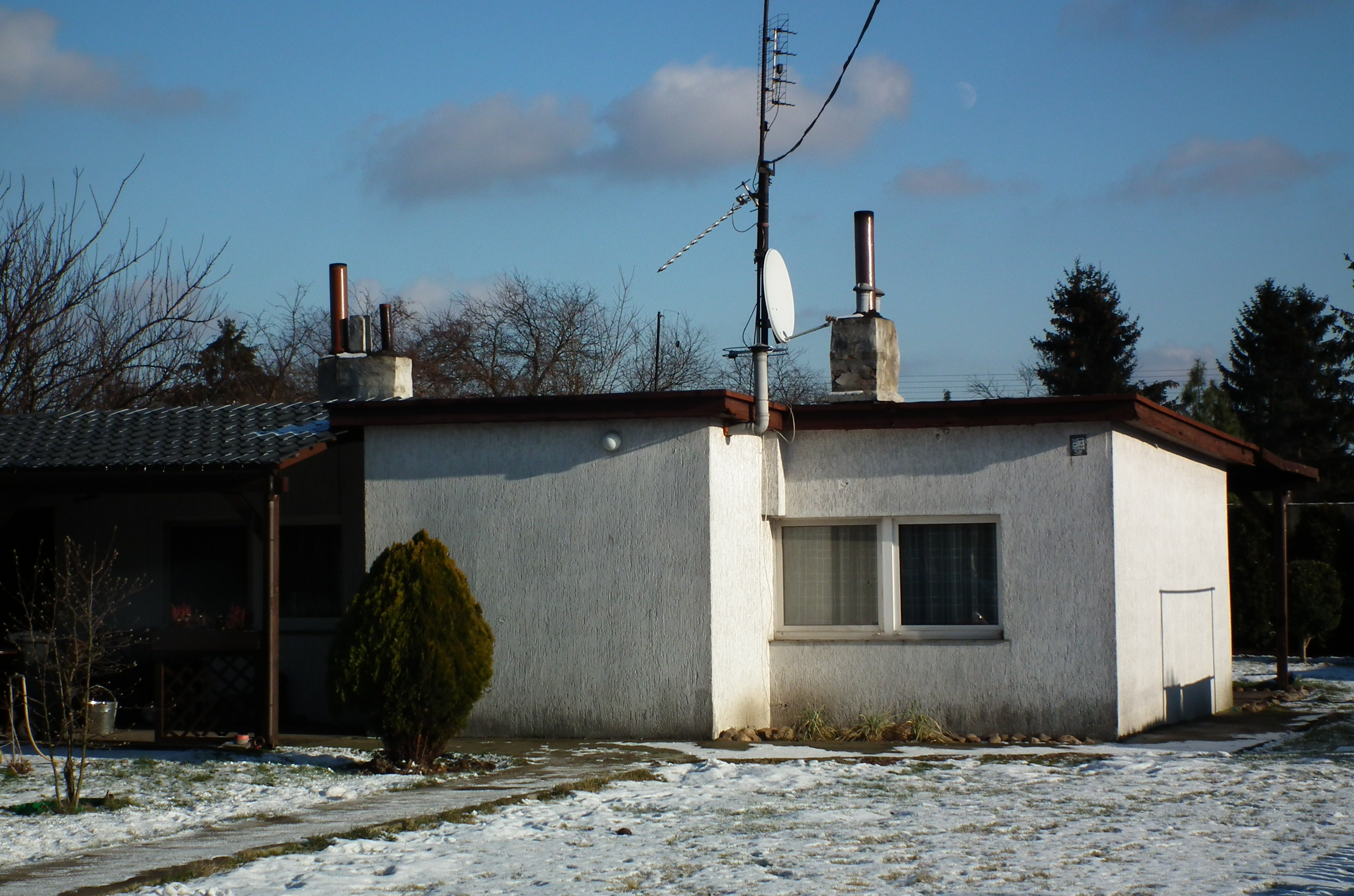
Przebudowany dom przy ul. Normandzkiej
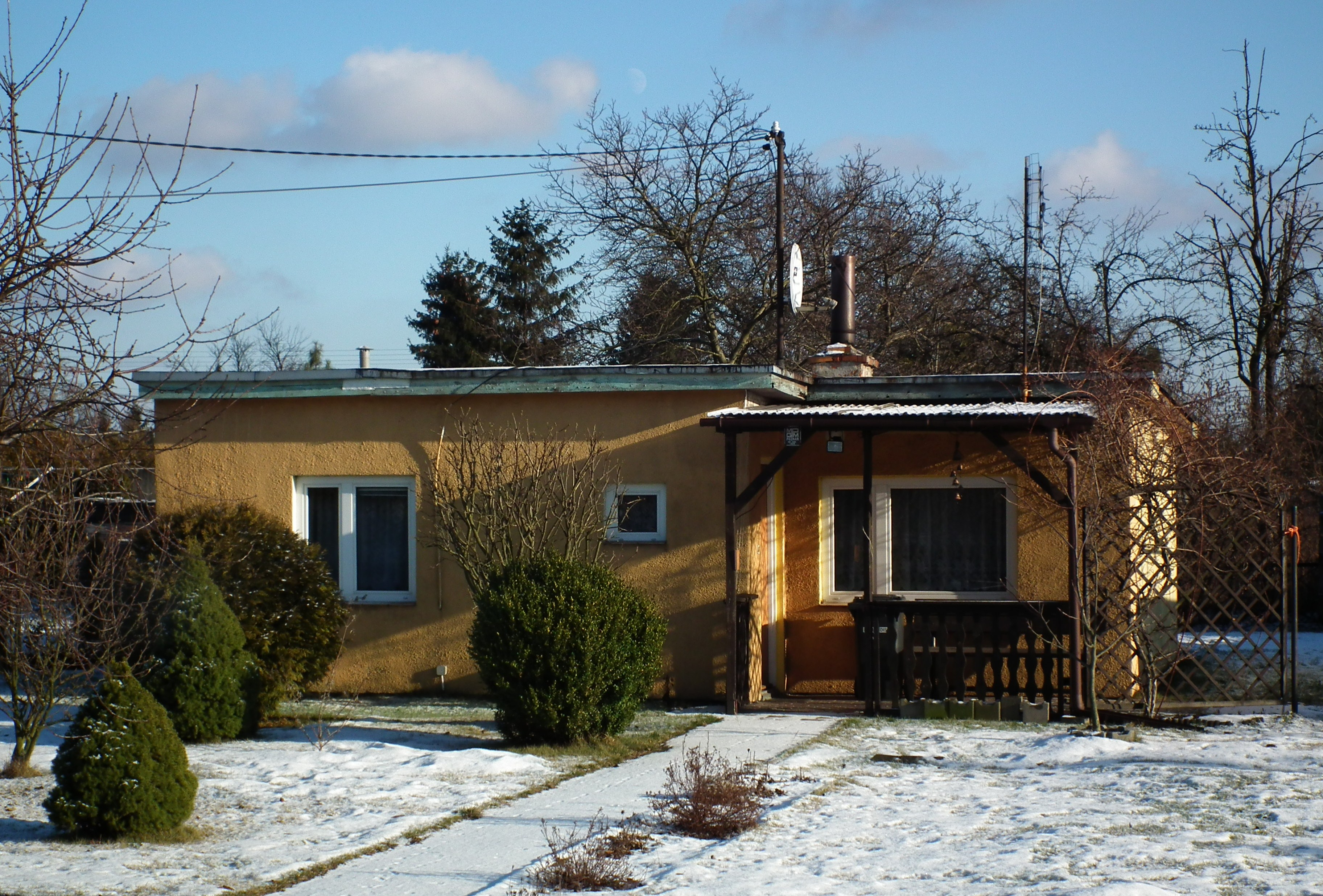
Przebudowany dom przy ul. Normandzkiej